# Santa Marta (La Barca)
Santa Marta es una aldea que pertenece a la parroquia de Parroquia de La Barca en el concejo de Tineo (Principado de Asturias). Se encuentra a 350 m s. n. m. y está situada a 13,30 km de la capital del concejo, la villa de Tineo. 

## Población
En 2021 contaba con una población de 10 habitantes (INE, 2023) repartidos en un total de 10 viviendas (INE, 2010).